# Serapide

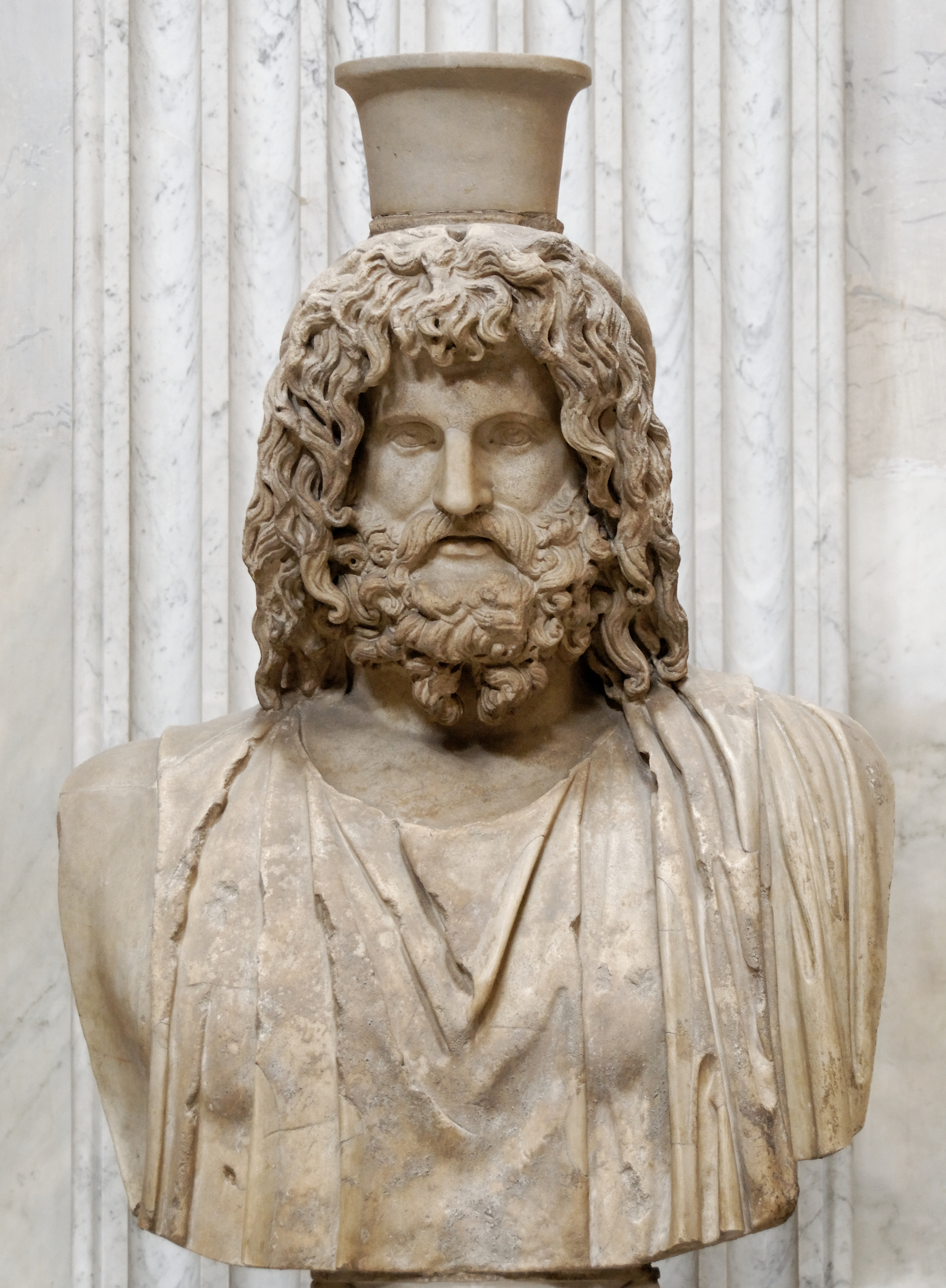
Busto di Serapide (Musei Vaticani)

Serapide o Sarapide (in greco Σέραπις o Σάραπις) era un dio greco-egizio, il cui culto fu introdotto ad Alessandria d'Egitto attorno al 300 a.C. da Tolomeo I, che vi fece costruire il Serapeo. Era il Signore dell'Universo, il dio dell'oltretomba, della fecondità, della guarigione e del Sole.

## Storia del culto
Circa le origini della divinità esistono teorie contrastanti: le più accreditate sono quella di un'origine da Sinope nell'odierna Turchia, da Babilonia, oppure da Osiris-Api, a Menfi.

### Serapide alessandrino
Il culto di Serapide fu introdotto in Egitto da Tolomeo I Lagide, primo sovrano della nuova dinastia macedone, nel tentativo di trovare un culto di compromesso che fosse accettabile per le varie anime della città multietnica di Alessandria, capitale del regno. Il culto maturò dallo sforzo ideologico di conciliare le esigenze monoteistiche della componente ebraica (anche se questa non gradiva le rappresentazioni antropomorfiche), molto numerosa nella città, con quelle tipiche della religiosità autoctona, associando al dio elementi caratterizzanti dei culti egizi, in particolare di quelli di Iside e Osiride, e allo stesso tempo rendendo la divinità accettabile anche presso la cultura greco-macedone, attribuendogli caratteri delle maggiori divinità olimpiche.
La divinità infatti era raffigurata come uno Zeus barbuto e anziano, e recava sul capo un recipiente simbolo di fertilità, associabile dagli egizi alle simbologie delle divinità ad essa preposte. Al dio veniva accostato un cane con tre teste (un Cerbero, su cui poggiava la mano destra della statua del Serapeo), in modo da rievocare un nume infernale, e inoltre vi si avvicinarono attributi legati a Esculapio, tanto che venne venerato anche come dio guaritore. 
Il successo del culto di Serapide non fu immediato ma, nel tempo, divenne molto diffuso ad Alessandria e in tutto il bacino del Mediterraneo, veicolando anche la moda della venerazione di Iside presso le popolazioni greco-romane. Poco seguito riscosse invece presso gli egizi, essendo scarse le connessioni simboliche che ne potessero suggestionare l'interesse religioso.

## Caratteri della divinità
Veniva raffigurato barbuto come Zeus e Ade, con un moggio di grano in testa, seduto sul trono, con uno scettro in una mano, spesso con l'altra su Cerbero.
L'animale a lui sacro era il toro Api. Alcuni studiosi, basandosi sul racconto di Plutarco (Iside e Osiride, 28), ritengono che il dio, o almeno la sua immagine, provenisse da Sinope. In questa colonia greca sul Mar Nero sarebbe esistito un tempio dedicato a una divinità semitica, Ea, conosciuta con il titolo di Sar-Apsi ("signore degli abissi"). L'oracolo di questo dio, secondo Arriano (Anabasis, VII. 26), sarebbe stato consultato a Babilonia dai generali di Alessandro Magno malato. L'assonanza dei nomi Sarapsi e Wsr-hp=Osorapis (Osiride-Api) avrebbe spinto Tolomeo I alla scelta del dio per farlo accettare al popolo egizio.
Altri studiosi propendono per un'origine autoctona del dio e lo identificano con la divinità degli inferi Osiride-Api, venerato a Menfi. Qui il tempio di Serapide sorgeva su una collina chiamata Sen-Hapi, che nella trascrizione greca fu resa con Synopion, rievocando Sinope per omonimia. Grazie alla politica religiosa dei Tolomei, l'importanza di Serapide crebbe fino a farne la maggiore divinità egizia, sostituendosi ad Osiride ed associandosi quindi ad Iside, Horo (nella forma di Arpocrate) e Anubi.
Tramite un fenomeno tipico del sincretismo di età ellenistica Serapide fu identificato con molti dèi greci, quali Zeus, in quanto Signore dell'Universo, Ade, come dio dell'oltretomba, Dioniso, in quanto dio della fecondità, Asclepio, come dio guaritore, ed Elio, nell'aspetto solare. Il culto di Serapide si confuse anche col cristianesimo secondo le parole di Adriano tratte da una sua lettera che scrisse a suo cognato il tre volte console Urso:
(Storia Augusta, Vita di Saturnino, 8, 2)
L'importanza di Serapide non fu legata solamente all'Egitto, ma il suo culto si diffuse in molte città del mondo greco e romano, fino al IV secolo, quando, in seguito ad una serie di editti di Teodosio I, il Serapeo di Alessandria fu distrutto ed i culti pagani vietati. Resti di un importante tempio dedicato a Serapide e a Iside si trovano nell'antica città romana di Industria, ubicata nel territorio dell'attuale Monteu da Po in provincia di Torino mentre altri si trovano a Maharraqa nella bassa Nubia, risalente ad epoca greco-romana.